# Шуївілл (Айова)
Шуївілл (англ. Shueyville) — місто (англ. city) в США, в окрузі Джонсон штату Айова. Населення — 731 особа (2020).

## Географія
Шуївілл розташований за координатами 41°50′48″ пн. ш. 91°39′8″ зх. д. / 41.84667° пн. ш. 91.65222° зх. д. (41.846583, -91.652178).  За даними Бюро перепису населення США в 2010 році місто мало площу 4,63 км², уся площа — суходіл.

## Демографія
Згідно з переписом 2010 року, у місті мешкало 577 осіб у 204 домогосподарствах у складі 173 родин. Густота населення становила 125 осіб/км².  Було 210 помешкань (45/км²).
Расовий склад населення:
| - 97,1 % — білих - 1,4 % — азіатів - 0,3 % — чорних або афроамериканців - 0,2 % — корінних американців |

До двох чи більше рас належало 1,0 %. Частка іспаномовних становила 1,0 % від усіх жителів.
За віковим діапазоном населення розподілялося таким чином: 28,2 % — особи молодші 18 років, 65,9 % — особи у віці 18—64 років, 5,9 % — особи у віці 65 років та старші. Медіана віку мешканця становила 40,6 року. На 100 осіб жіночої статі у місті припадало 91,1 чоловіків;  на 100 жінок у віці від 18 років та старших — 95,3 чоловіків також старших 18 років.
Середній дохід на одне домашнє господарство  становив 130 029 доларів США (медіана — 111 875), а середній дохід на одну сім'ю — 142 285 доларів (медіана — 116 964). За межею бідності перебувало 0,5 % осіб, у тому числі 0,0 % дітей у віці до 18 років та 0,0 % осіб у віці 65 років та старших.
Цивільне працевлаштоване населення становило 319 осіб. Основні галузі зайнятості: освіта, охорона здоров'я та соціальна допомога — 31,7 %, виробництво — 17,2 %, науковці, спеціалісти, менеджери — 11,6 %, фінанси, страхування та нерухомість — 8,5 %.